# Ingvar Hällgren
Sten Ingvar Hällgren,  född 20 september 1917 i Norsjö, Västerbottens län, död 1980, var en svensk målare, tecknare och grafiker.
Han var son till lantbrukaren Olof Sten Hällgren och Maria Viktoria Lindström och från 1953 gift med Vivi-Anne Tånge. Hällgren studerade vid Tekniska skolan i Stockholm  1941-1942 och för André Lhote vid Académie de la Grande Chaumière i Paris 1947-1949 samt gjorde också studieresor till Italien, Spanien och Grekland. 
Han ställde ut separat ett flertal gånger i olika Norrlandsstäder och i Stockholm, samt medverkade i grupputställningarna Norrland i konsten, vandringsutställningen Sex konstnärer samt i Nationalmuseums Unga tecknare. Bland hans offentliga arbeten märks muralmålningen Poeten som han utförde i Skellefteå stadsbiblioteks lokaler 1955-1956. 
Hans konst består av figurstudier, ateljéinteriörer och landskapsmålningar från Norrland, Spanien och Frankrike i olja, akvarell och blyerts. Från studietidens kubistiskt inspirerade målningar, via en puristisk period under 50-talet, utvecklade han under senare delen av sitt liv ett starkt koloristisk, personligt uttryck. 
Ingvar Hällgren är bland annat representerad vid Moderna museet och Umeå museum.